# Apamea pulverisata
Apamea pulverisata är en fjärilsart som beskrevs av Feichenberger 1962. Apamea pulverisata ingår i släktet Apamea och familjen nattflyn. Inga underarter finns listade i Catalogue of Life.